# Huỳnh Tuấn Linh
Huỳnh Tuấn Linh (sinh ngày 12 tháng 4 năm 1991 tại phường Giếng Đáy, thành phố Hạ Long, tỉnh Quảng Ninh) là cầu thủ bóng đá chuyên nghiệp người Việt Nam hiện đang thi đấu ở vị trí thủ môn trong màu áo câu lạc bộ MerryLand Quy Nhơn Bình Định tại V.League 1.

## Sự nghiệp
Chơi bóng chuyên nghiệp nhiều năm và từng thi đấu trong màu áo đội tuyển quốc gia, nhưng thủ môn quê gốc Vĩnh Phúc này lại không theo tập bóng đá từ nhỏ, mà lại bắt đầu khá muộn, trong 1 dịp vào năm 2008, khi đã 17 tuổi. Sau chức vô địch giải đấu học đường Hội Khỏe Phù Đổng cùng đội bóng trường THPT Bãi Cháy. Từ đó, "Linh Phắn" được tuyển chọn vào đội U19 Than Quảng Ninh rồi kinh qua nhiều cấp độ khác cho tới khi trở thành đội trưởng và cũng là biểu tượng sống của bóng đá Đất Mỏ.
Năm 2019, CLB bóng đá Than Quảng Ninh gặp nhiều rắc rối và bê bối từ thượng tầng cho tới các nhà tài trợ, đội bóng khó có thể duy trì hoạt động được như trước. Tuấn Linh rời Than Quảng Ninh sau 11 năm gắn bó và gia nhập CLB HAGL. Tại đây, anh tiếp tục chứng tỏ giá trị của mình khi cùng trợ lý Kim Dong-su và Nguyễn Hữu Tuấn tạo ra diện mạo mới cho hàng thủ đội bóng phố núi, nơi xưa nay vốn được coi là điểm yếu của đội bóng này, với bchuỗi 5 trận giữ sạch lưới liên tục, một thành tích chưa từng có trong lịch sử của câu lạc bộ.
Thành tích đáng nhớ trong sự nghiệp của Tuấn Linh tính tới thời điểm hiện tại:
Tại Than Quảng Ninh, Tuấn Linh từng giành HCB giải hạng Nhất năm 2013.
Vô địch cúp Quốc Gia năm 2016 cùng CLB Than Quảng Ninh. Cùng trong năm đó, anh tiếp tục giành siêu cúp Quốc Gia cũng trước chính đối thủ này.
Năm 2019, Tuấn Linh cùng Than Quảng Ninh giành HCĐ V.League sau trận đấu cuối cùng của mùa giải, gặp chính CLB Hà Nội.
Ngoài ra, Tuấn Linh cũng từng nằm trong thành phần của đội U23 Việt Nam năm 2012, ĐTQG tham dự Vòng loại Asian Cup 2015 và AFF Cup 2016 dưới thời HLV Nguyễn Hữu Thắng và từng có lần ra mắt màu áo đội tuyển trong trận đấu với ĐTQG Afghanistan vào ngày 28/3/2017 trong trận đấu thuộc vòng loại ASIAN CUP 2019.

### Ra sân đội tuyển quốc gia
| Năm                         | Trận                        | Bàn                         |
| Đội tuyển quốc gia Việt Nam | Đội tuyển quốc gia Việt Nam | Đội tuyển quốc gia Việt Nam |
| --------------------------- | --------------------------- | --------------------------- |
| 2016                        | 1                           | 0                           |
| 2017                        | 1                           | 0                           |
| Tổng                        | 2                           | 0                           |

## Danh hiệu

### Câu lạc bộ
Giải hạng nhất quốc gia (V.League - 2)
- Huy chương bạc (2): 2010, 2013

Giải trẻ
- Giải U21 quốc gia: Huy chương đồng năm 2012
- Giải U19 quốc gia: Vô địch năm 2010

Cúp quốc gia
- Huy chương đồng: 2022